# Alfonso Rodríguez Gómez de Celis
Alfonso Rodríguez Gómez de Celis (Sevilla, 29 de juliol de 1970) és un polític espanyol del PSOE, diputat al Congrés per la província de Sevilla des del 2019. Fou diputat del Parlament d'Andalusia entre el 2012 i el 2015 i regidor de l'Ajuntament de Sevilla del 14 de juny del 2003 al 13 d'abril del 2010.

## Biografia
Nascut el 29 de juliol de 1970 a Sevilla, ha estat diputat de la XIII, XIV i XV legislatures espanyoles. Graduat en Dret per la Universitat Antonio de Nebrija, també és llicenciat en Ciències del Treball (Relaciona Laborals i Recursos humans) per la Universitat Rei Joan Carles, camp d'estudi que va iniciar amb una diplomatura a la Universitat de Sevilla i que el dugueren a especialitzar-se com a assessor Fiscal i Laboral.
S'inicià en política des de l'àmbit estudiantil a finals de la dècada de 1980, participant en les mobilitzacions estudiantils en contra de la LOGSE. Va ser una figura destaca de la Unió d'Estudiants i un dels artífex dels acords amb el Ministeri d'Educació. Es va afiliar a les Joventuts Socialistes el 1987 i, posteriorment, va ingressar al Partit Socialista Obrer Espanyol.

## Activitat política
Entre el 1998 i el 2003 va ser director provincial de l'Institut Andalús de la Joventut de la Junta d'Andalusia. A les eleccions municipals espanyoles de 2003 va ser elegit regidor a l'Ajuntament de Sevilla per al PSOE. Va dirigir la campanya electoral socialista a la capital andalusa a les eleccions municipals de 2007, on revalidà el seu càrrec de regidor sota el mandat de l'alcalde Alfredo Sánchez Monteseirín, que li encomanà les competències en matèria urbanística de la ciutat.
Posteriorment, Rosa Aguilar Rivero, Consellera d'Obres Públiques i Habitatge d'Andalusia entre el 2009 i el 2010, el va nomenar secretari general d'Habitatge, Rehabilitació i Arquitectura de la Junta presidida per José Antonio Griñán, càrrec que va exercir fins al 16 de febrer de 2012.
Fou elegit diputat a les eleccions al Parlament d'Andalusia celebrades el 25 de març de 2012 i el 19 de juny del 2018 va ser nomenar Delegat del Govern a Andalusia després del triomf de Pedro Sánchez a la moció de censura contra Mariano Rajoy de 2018. Gómez de Celis havia donat suport a Sánchez a les primàries socialistes del 2017, on aquest s'enfrontà a Susana Díaz i Patxi López per exercir el càrrec de secretari general del PSOE.
Un any després, va deixar la delegació del govern per concórrer a les eleccions generals espanyoles d'abril de 2019, essent elegit diputat per la província de Sevilla. Entre el maig i el setembre del 2019, durant la breu XIII Legislatura, va ser escollit com a Vicepresident Segon del Congrés dels Diputats sota la presidència de Meritxell Batet.
Després de la repetició electoral de novembre, Gómez de Celis va ser nomenat Vicepresident Primer de la cambra baixa de nou presidida per Batet, càrrec que revalidaria el 17 d'agost de 2023, a l'inici de la XV Legislatura, sota la presidència de Francina Armengol.